# Mặt nạ oxy

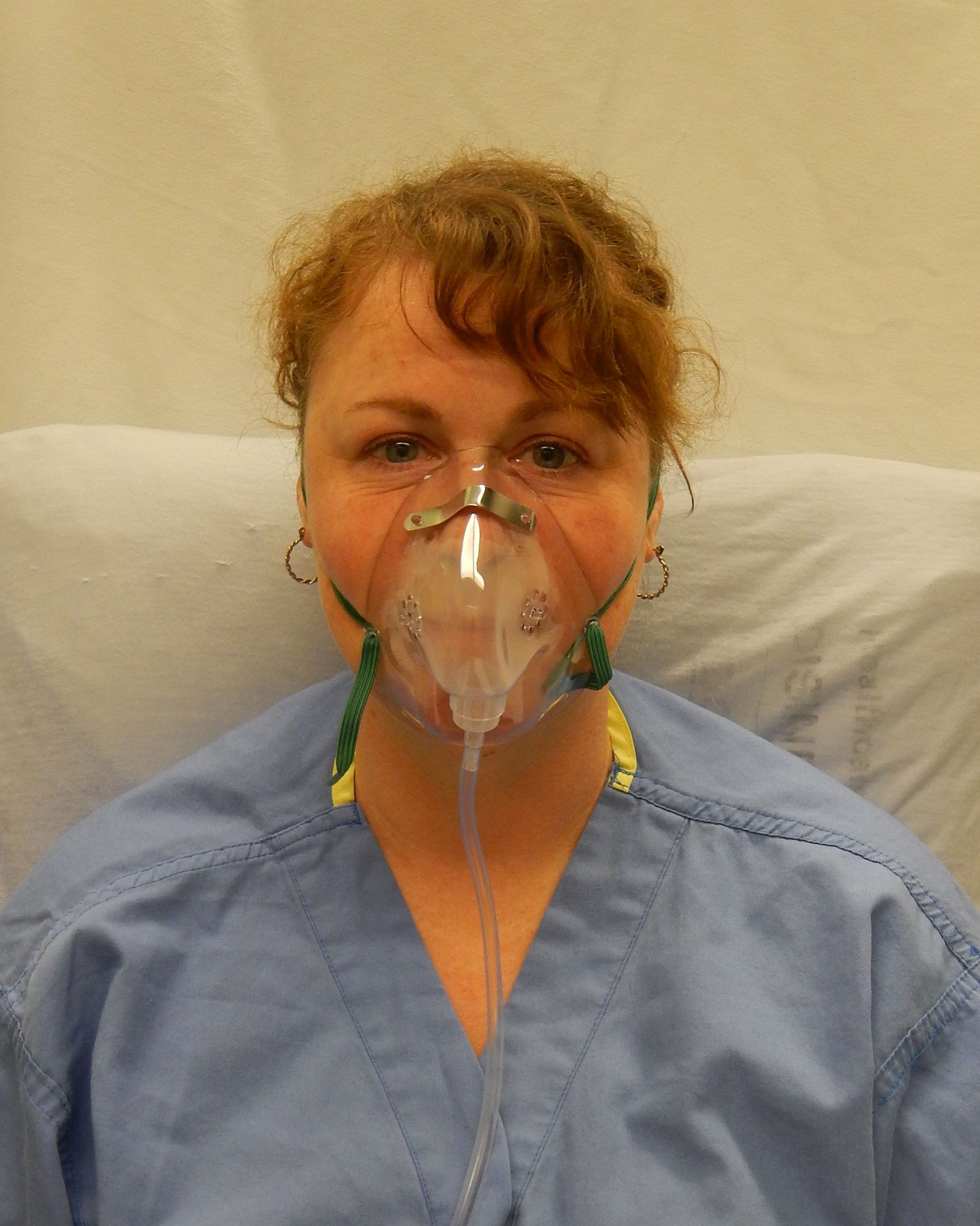

Mặt nạ oxy cung cấp một phương pháp để chuyển khí oxy để thở từ bể chứa đến phổi. Mặt nạ oxy chỉ có thể che mũi và miệng (mặt nạ mũi) hoặc toàn bộ khuôn mặt (mặt nạ toàn mặt). Chúng có thể được làm bằng nhựa, silicone hoặc cao su.
Trong một số trường hợp nhất định, oxy cũng có thể được cung cấp qua ống thông mũi thay vì mặt nạ.

## Mặt nạ oxy y tế
Mặt nạ oxy y tế bằng nhựa được sử dụng chủ yếu bởi các nhà cung cấp dịch vụ chăm sóc y tế cho liệu pháp oxy vì chúng chỉ dùng một lần và do đó giảm chi phí làm sạch và rủi ro nhiễm trùng. Thiết kế mặt nạ có thể xác định độ chính xác của oxy được cung cấp với nhiều tình huống y tế khác nhau cần điều trị bằng oxy. Oxy xuất hiện tự nhiên trong không khí trong phòng ở mức là 21% và tỷ lệ phần trăm cao hơn thường rất cần thiết trong điều trị y tế. Oxy trong các tỷ lệ phần trăm cao hơn này được phân loại là một loại thuốc, và có quá nhiều oxy có thể gây hại cho sức khỏe của bệnh nhân, dẫn đến sự phụ thuộc oxy theo thời gian và trong trường hợp cực đoan bệnh nhân sẽ bị mù. Vì những lý do này, liệu pháp oxy được theo dõi chặt chẽ. Mặt nạ có trọng lượng nhẹ và được gắn bằng vòng đeo tai hoặc vòng tai đàn hồi. Chúng trong suốt cho phép nhìn thấy khuôn mặt để các nhà cung cấp dịch vụ chăm sóc sức khỏe đánh giá bệnh nhân và giảm cảm giác sợ bị giam cầm của một số bệnh nhân khi đeo mặt nạ oxy. Phần lớn bệnh nhân được phẫu thuật sẽ ở một giai đoạn nào đó đeo mặt nạ oxy; Chúng có thể được thay thế bằng ống thông mũi nhưng oxy được cung cấp theo cách này ít chính xác hơn và bị hạn chế về nồng độ.